# Andreas Haaning Christiansen
Andreas Haaning Christiansen (f. 24. december 1968) er en dansk filmskaber og dokumentarist, der har specialiseret sig i at portrættere bands og musikere og skildre de kreative og menneskelige processer bag musikken.
Han debuterede som filminstruktør i 2004 med filmen 22-Pistepirkko – Sleep Good Rock Well om det finske kultband 22-Pistepirkko. De kaster sig ud i en europaturné med 50 koncerter på 50 dage, og Andreas Haaning Christiansen følger dem hele vejen. Gruppen er en eksperimenterende trio bestående af brødrene Asko Keränen og Hannu (PK) Keränen samt Esa (Espe) Haverinen. Filmen er en fortælling om konflikt og inspiration mellem de to brødre, og den viser gruppens specielle musikalske udtryk, der har givet dem en dedikeret fanskare i hele verden.
I 2010 havde filmen Magtens Korridorer – Strikkeklub på alufælge premiere. Filmen skildrer den danske rockgruppe Magtens Korridorer, da de bryder igennem på den danske musikscene i 2006 og de følgende fire år. Gruppen starter som et fritidsband uden de store ambitioner, og pludselig rider de på en bølge af succes, der kulminerer på Orange Scene på Roskilde Festival. Undervejs indspiller de albummet Milan Allé, der er udfordret af gruppemedlemmernes parallelle lønarbejde, bl.a. er forsanger Johan Olsen forsker ved Københavns Universitet. Filmen følger også gruppens optrædener ved en demonstration foran Christiansborg, på Mændenes Hjem og på spillestedet Vega.
I 2014 kom filmen No God – Shadow House Burn om det københavnske eksperimentalband No God, som udgøres af Jacob Leth, Carl Christian Tofte og Jens Valo. Sidstnævnte var medlem af den hedengangne århusianske rockgruppe Kliché, der udgav to ikoniske album i starten af 1980’erne. Filmen giver et indblik i newyorker No Wave i københavnsk bearbejdning, fugletælling ved daggry og alternative indspilninger af en række Kliché-klassikere, som Jens Valo var med til at skrive i årene omkring 1980. Øvrige medvirkende i filmen er Lars H.U.G og Lars Kjelfred.
I 2016 kom filmen Hugland, et nærgående portræt af den danske musiker Lars H.U.G. Filmen skildrer tilblivelsen af albummet 10 sekunders stilhed, Lars H.U.G.'s første danske plade i 22 år, samt den opslidende kreative proces, der foregår i tæt parløb med arrangør og producer Povl Kristian. Det er en fortælling om en perfektionistisk musiker og hans kamp for et comeback og om det konfliktfyldte samarbejde mellem musiker og producer. Øvrige medvirkende er Peter Peter, Peter Bastian og Jean Riel. Andreas Haaning Christiansen instruerede desuden musikvideoen til 10 sekunders stilhed fra albummet af samme navn.
I 2018 har hans femte dokumentarfilm premiere. Den handler om en af dansk popmusiks største stjerner igennem tiden, Nanna Lüders Jensen, kendt for sange som "Buster" og "Afrika". Filmen følger sangerinden i 18 måneder med både op- og nedture og går tæt på mennesket og musikeren Nanna.

## Filmografi
- 22-Pistepirkko – Sleep Good Rock Well (2004)
- Magtens Korridorer – Strikkeklub på alufælge (2010)
- No God – Shadow House Burn (2014)
- Hugland (2016)